# Şehzade Abdürrahim Hayri
Şehzade Abdürrahim Hayri Efendi (turco ottomano: شهزاده عبدالرحيم خيرى; Istanbul, 15 agosto 1894 – Parigi, 1º gennaio 1952) è stato un principe ottomano, figlio del sultano Abdülhamid II e della consorte Peyveste Hanım.

## Origini
Şehzade Abdürrahim Hayri nacque il 15 agosto 1894 a Istanbul, nel Palazzo Yıldız. Suo padre era il sultano ottomano Abdülhamid II e sua madre la consorte Peyveste Hanım.
Venne circonciso nel 1899, insieme a Şehzade Mehmed Cemaleddin e Şehzade Mehmed Abdülhalim.
Nel 1909 suo padre venne deposto e esiliato a Salonicco. Hayri e sua madre lo seguirono, ma nel 1910 furono richiamati a Istanbul.

## Fidanzamento
Nel 1908 suo padre Abdülhamid organizzò un fidanzamento fra Hayri e sua cugina Naciye Sultan, figlia di Şehzade Selim Süleyman e nipote del sultano Abdülmecid I.
La famiglia di lei, non consultata, era contraria, in particolare il fratellastro di Naciye, Şehzade Abdülhalim, in parte perché la ragazza aveva solo dodici anni ma soprattutto perché la famiglia non era in buoni rapporti con Abdülhamid, ma non poté opporsi al sultano e il fidanzamento venne concluso.
Nel 1909 Abdülhamid II venne deposto e salì al trono Mehmed V, suo fratellastro minore. In quell'anno, Abdülhalim ricevette una lettera che lo minacciava di morte se il fidanzamento di Naciye non fosse stato interrotto. La madre di lui, Ikbal Hanim, informò il sultano della cosa, e Mehmed V incaricò il suo segretario, Halid Ziya Uşaklıg, di indagare. Si scoprì che Abdülhalim si era scritto la lettera da solo, nella speranza di impedire il matrimonio della sorella. Malgrado sia stato rimproverato per il suo comportamento, Mehmed V accolse la richiesta e ruppe il fidanzamento, sposando invece Naciye col suo ministro della Guerra Ismail Enver, gradito alla famiglia di lei.

## Carriera
Hayri venne istruito al Padiglione Ihlamur, alla Scuola Imperiale di Ingegneria Militare dal 1908 al 1910 e al Collegio militare ottomano, dove si diplomò nel 1912.
Venne poi inviato a Postdam, in Germania, insieme a Şehzade Selim Süleyman, Şehzade Osman Füad e Şehzade Ömer Faruk, dove entrarono nel Reggimento privato degli Ussari, a servizio del Kaiser Guglielmo II. Fra il 1914 e il 1916 Hayri servì in Germania come ufficiale artigliere.
Il 4 gennaio 1917 venne inviato a Galizia insieme a Şehzade Osman Füad, dove visitarono il 15º Corpo d'Armata e tentarono di sollerare il morale delle truppe. 1 aprile 1917 fu nominato comandante del 17º Corpo d'armata.
Durante la prima guerra mondiale servì attivamente nell'esercito ottomano sui fronti di Galizia e Palestina. Ottenne buono risultati e in Palestina salvò un battaglione di truppe di artiglieria tedesca da un assalto britannico, diventando l'unico principe ottomano a ricevere l'Ordine al merito tedesco.
Dal 28 agosto 1918 rappresentò la dinastia ottomana in Germania, Austria e Bulgaria, come capo della delegazione con lo scopo di annunciare la salita al trono di suo zio Mehmed VI.  Il 19 ottobre 1918 fu nominato alla sede del ramo delle operazioni generali. L'8 febbraio 1922 fu nominato ispettore del trasporto di artiglieria. Il 2 agosto 1922 divenne presidente della World Competitions Preparation Society.
Nel 1922, deposto Mehmed VI e abolito il Sultanato, venne preso in considerazione come Califfo. Ottenne due voti alla Grande Assemblea Turca, ma alla fine venne eletto suo cugino Abdülmecid II.

## Esilio
Nel 1924 la dinastia ottomana venne esiliata. Abdürrahim, sua moglie, sua figlia, sua madre e una zia materna si stabilirono prima a Vienna, poi a Roma e infine a Parigi, dove poterono affittare un comodo appartamento a Mourad Boulevard, grazie alla vendita della villa privata di Şişli, che apparteneva a Peyveste Hanım.
Nel 1944 Peyveste morì e suo figlio cadde in povertà. Vendette l'appartamento e si trasferì in una stanza all'hotel Saint-Honoré, dove venne a vivere anche una sua sorellastra, Şadiye Sultan, che prese in affitto la stanza accanto.

## Morte
Depresso e ormai prossimo all'indigenza, Hayri si suicidò la notte del 1º gennaio 1952, tramite overdose di sonniferi e morfina; fu sepolto nel cimitero di Bobigny.

## Famiglia
Şehzade Abdürrahim Hayri ebbe due mogli, un figlio e una figlia:
- Nebile Emine Hanım. Nata il 1 giugno 1899, era una principessa egiziana, figlia di Abbas Halim d'Egitto. Si sposarono il 4 giugno 1919 a Palazzo Nişantaşı. L'anno dopo la sorella di Emine, Kerime Hanım, sposò un altro principe ottomano, Şehzade Osman Füad. La coppia divorziò nel 1923 ed Emine morì il 6 febbraio 1979 a Istanbul, sepolta nel cimitero Karacaahmet. Da lei ebbe una figlia:
  - Mihrişah Selçuk Sultan (14 aprile 1920 - 11 maggio 1980). Nata a Istanbul, nel Palazzo Nişantaşı. Morì a Montecarlo e venne sepolta a Il Cairo. Si sposò due volte: 
    - Il 7 ottobre 1940 a Il Cairo con Ahmed El-Djezouli Ratib (1912-1972). Da lui ebbe due figlie e un figlio: 
      - Hatice Türkan Hanimsultan Ratib (n. 1941). Si sposò due volte, con Hussein Fahmy, da cui ebbe due figlie, Melek Fahmy (n. 1966) e Nesrine Fahmy (n. 1968), entrambe sposate con figli; e con Yoursi Musa.
      - Mihrimah Hanimsultan Ratib (1943-1946).
      - Sultanzade Turan Ibrahim Ratib (n. 3 maggio 1950, Giza). Sposò Anne de Montozon de Leguilhac il 27 luglio 1974 a Bogotà ed ebbe una figlia, Fatma Nimet Selçuk Mahiveche Ratib (n. 11 luglio 1976, Rio de Janeiro) e un figlio, Karim Ratib (n. 13 luglio 1978, Bogotà).

    - Il 7 aprile 1966 a Parigi con Ismail Asim.
- Feride Mihrişah Misalruh Hanım. Nata nel 1901, era sua cugina materna. Si sposarono il 2 settembre 1923, dopo il divorzio di Abdürrahim. Rimasta vedova, si trasferì col figlio a Mantes-la-Jolie. Morì nel 1955 e fu sepolta nel cimitero di Bobigny. Da lei ebbe un figlio:
  - Şehzade Mehmed Hairi (1925 - c.1975). Nato in esilio a Parigi, sposò una donna francese da cui non ebbe figli. Morì di cancro a Parigi.

## Personalità
Abdurrahim era un artista e un musicista di grandissimo talento. Venne istruito da Aranda Paşah e dal maestro compositore Edgar Manas, che ha composto l'orchestrazione dell'inno nazionale turco. Suonava diversi strumenti, fra cui pianoforte, mandolino e violoncello e dipingeva paesaggi a carboncino e pastello. Nel 1900 realizzò il dipinto ad olio del principe italiano Vittorio Emanuele III, quando visitò Istanbul come erede al trono. Nel 1910 visitò nuovamente Istanbul come re e regalò ad Abdurrahim una penna d'argento per esprimere la sua gratitudine per il dono.

## Onorificenze
Şehzade Abdürrahim Hayri venne insignito delle seguenti onorificenze:
Ottomane
- Ordine della Casa di Osman
- Ordine della Gloria, ingioiellato
- Ordine di distinzione, ingioiellato
- Ordine di Osmanieh, ingioiellato
- Ordine di Medjidie, ingioiellato
- Medaglia Imtiyaz, argento e oro
- Medaglia Liakat, oro

Straniere
- Impero germanico: Ordine al merito